# Grupo Desportivo Riopele
El Grupo Desportivo Riopele va ser un club de futbol portuguès fundat l'any 1958 a Vila Nova de Famalicão, Braga. Actualment només manté obertes les divisions júnior per centrar-se en el desenvolupament del futbol juvenil. El club va jugar una vegada a la Primeira Liga, va ser la temporada 1977-78, en què va descendir després d'una temporada. Els exjugadors més destacats del club són Jorge Jesus i José Romão.